# Корпуана плямостощока
Корпуа́на плямостощока (Asthenes helleri) — вид горобцеподібних птахів родини горнерових (Furnariidae). Мешкає в Перу і Болівії. Вид названий на честь американського зоолога Едмунда Геллера.

## Опис
Довжина птаха становить 17-18 см. Тім'я, верхня частина тіла і крила тьмяні, рудувато-коричневі. Хвіст світліший, довгий, роздвоєний. Горло і нижня частина тіла сіруваті.

## Поширення і екологія
Плямостощокі корпуани мешкають на східних схилах Анд на півдні Перу (Куско, Пуно) та на крайній півночі Болівії (Ла-Пас). Вони живуть в підліску вологих гірських тропічних лісів та на високогірних луках парано. Зустрічаються на висоті від  2800 до 3600 м над рівнем моря.

## Збереження
МСОП класифікує цей вид як вразливий. Плямостощоким корпуанам загрожує знищення природного середовища.